# جو مین سو
جو مین سو (انگلیسی: Jo Min-su؛ زادهٔ ۲۹ ژانویهٔ ۱۹۶۵) بازیگر اهل کره جنوبی است. وی از سال ۱۹۸۳ میلادی تاکنون مشغول فعالیت بوده‌است.
از فیلم‌هایی که وی در آن نقش داشته‌است می‌توان به پیتا به کارگردانی کیم کی دوک در سال ۲۰۱۲ اشاره کرد که این فیلم موفق شد جایزهٔ شیر طلایی بهترین فیلم جشنواره فیلم ونیز را از آنِ خود کند.